# Verawaty Wiharjo
Verawaty Wiharjo (* 1. Oktober 1957 in Jakarta; † 21. November 2021 ebenda später Verawaty Fajrin) war eine indonesische Badmintonspielerin.

## Karriere
Verawaty Wiharjo war eine der erfolgreichsten Badmintonspielerinnen der 1980er Jahre. Ihr erster Erfolg war der Gewinn der Denmark Open in der Saison 1977/1978 gemeinsam mit Imelda Wiguna im Damendoppel. 1978 siegten beide bei den Asienspielen. Nach dem Gewinn der Canada Open 1979 und der All England 1979 und 1980 (alles im Damendoppel mit Imelda Wiguna) erkämpfte sie sich 1980 den Weltmeistertitel im Dameneinzel.

## Erfolge
| Saison    | Veranstaltung               | Disziplin   | Platz | Name                             |
| --------- | --------------------------- | ----------- | ----- | -------------------------------- |
| 1977/1978 | Denmark Open                | Damendoppel | 1     | Verawaty Wiharjo / Imelda Wiguna |
| 1978      | Asienspiele (Badminton)     | Damendoppel | 1     | Verawaty Wiharjo / Imelda Wiguna |
| 1979      | All England                 | Damendoppel | 1     | Verawaty Fajrin / Imelda Wiguna  |
| 1979      | Canada Open                 | Damendoppel | 1     | Imelda Wiguna / Verawaty Wiharjo |
| 1980      | All England                 | Dameneinzel | 2     | Verawaty Fajrin                  |
| 1980      | Badminton-Weltmeisterschaft | Dameneinzel | 1     | Verawaty Wiharjo                 |
| 1982      | All England                 | Damendoppel | 2     | Verawaty Fajrin / Ruth Damayanti |
| 1982      | Indonesia Open              | Dameneinzel | 1     | Verawaty Fajrin                  |
| 1986      | Indonesia Open              | Damendoppel | 1     | Verawaty Fajrin / Ivanna Lie     |
| 1986      | Malaysia Open               | Mixed       | 1     | Verawaty Fajrin / Bobby Ertanto  |
| 1988      | Indonesia Open              | Damendoppel | 1     | Verawaty Fajrin / Yanti Kusmiati |
| 1988      | Malaysia Open               | Mixed       | 1     | Verawaty Fajrin / Eddy Hartono   |
| 1989      | Dutch Open                  | Mixed       | 1     | Eddy Hartono / Verawaty Fajrin   |
| 1989      | Indonesia Open              | Mixed       | 1     | Eddy Hartono / Verawaty Fajrin   |
| 1990      | Asienspiele                 | Damendoppel | 3     | Verawaty Fajrin / Lili Tampi     |
| 1990      | Asienspiele                 | Mixed       | 2     | Verawaty Fajrin / Eddy Hartono   |

## Trivia
Unterschiedliche Quellen verwenden verschiedene Namensschreibweisen. So sind die Schreibweisen Wihardjo und Fadjrin ebenso häufig anzutreffen wie Wiharjo und Fajrin.